# Chiesa cattolica cristiana svizzera

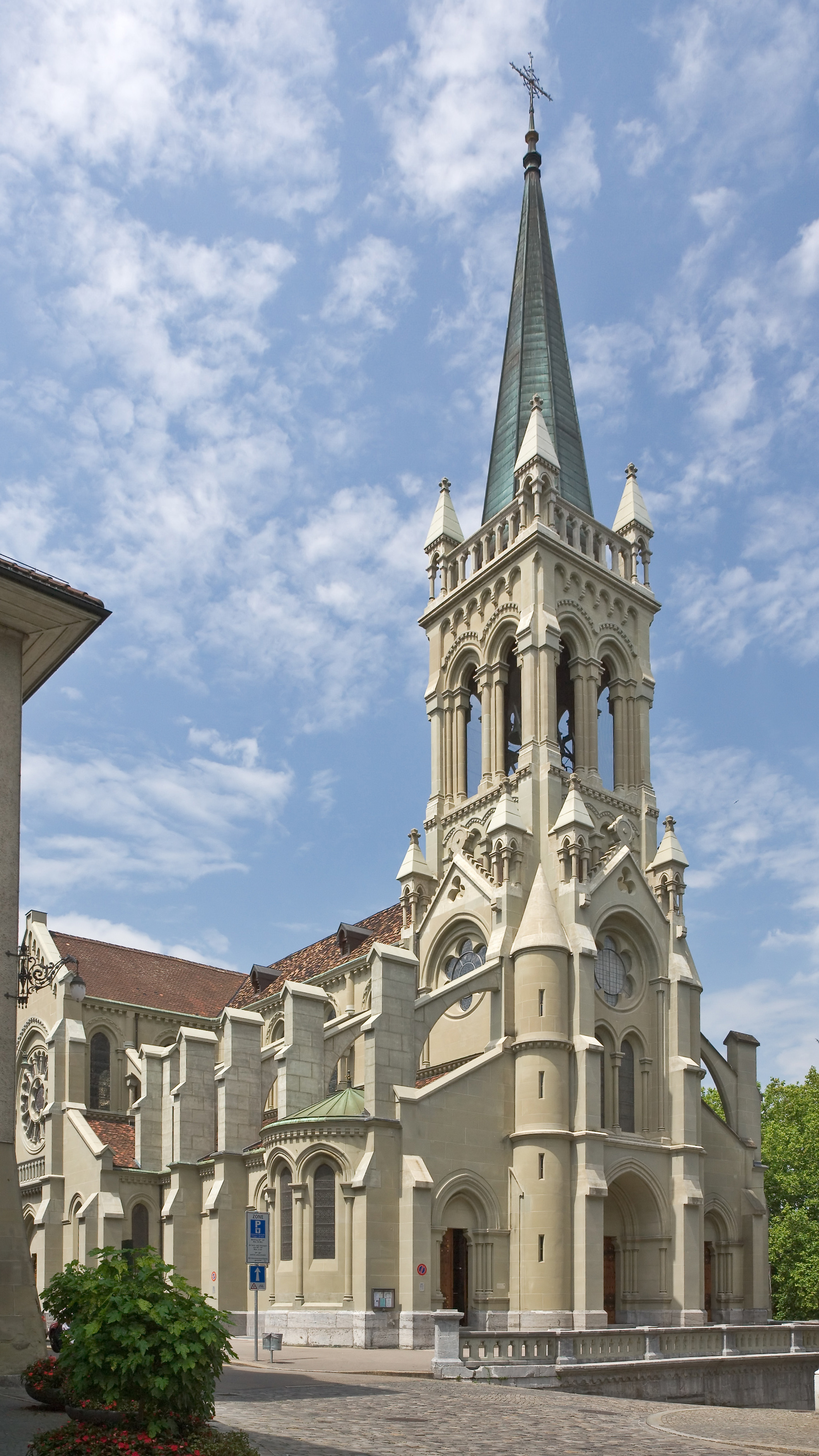
La cattedrale dei Santi Pietro e Paolo della Chiesa cattolica cristiana svizzera a Berna.

La Chiesa cattolica cristiana svizzera è la componente svizzera dell'Unione di Utrecht e dal 1931 in piena comunione con la Comunione Anglicana.
È una Chiesa nazionale svizzera ed è riconosciuta (come la Chiesa Evangelica Riformata e la Chiesa cattolica romana) da 11 governi cantonali. Dal 1874, l'Università di Berna ha una facoltà di Teologia cattolica cristiana, ora Istituto di teologia cattolica cristiana della Facoltà di Teologia. La cattedrale dei cattolici cristiani è dal 1875 la chiesa dei Santi Pietro e Paolo a Berna.
Al censimento del 2000 risulta contare 13 312 fedeli e 40 parrocchie. Le maggiori concentrazioni di cattolici cristiani si trovano nei cantoni di Soletta, Argovia, Zurigo e Ginevra.
Il vescovo è Frank Bangenter, eletto il 24 maggio 2024 e consacrato il 14 settembre dello stesso anno a Berna.

## Il termine "Christkatholisch"

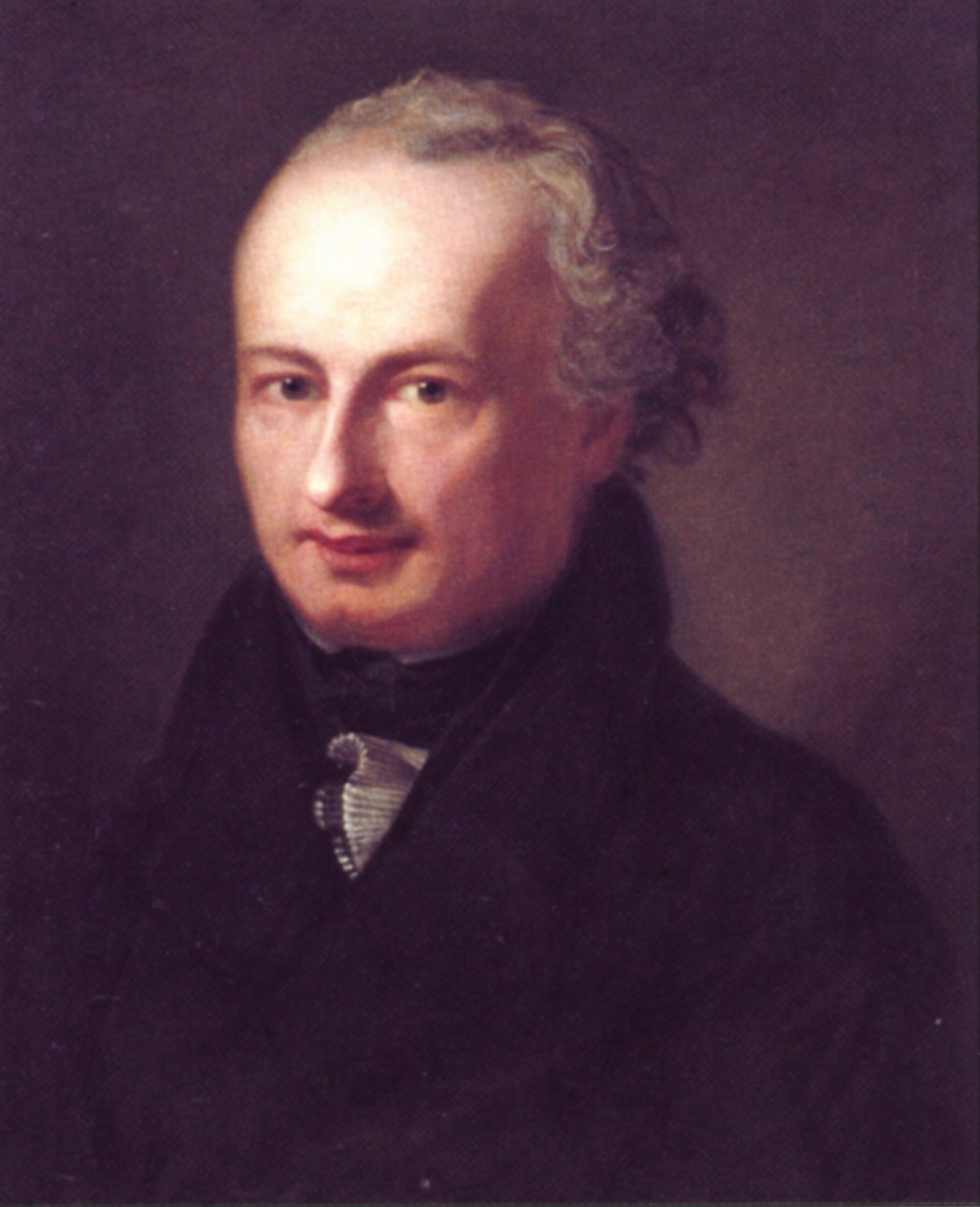
Wessenberg

Il termine "christkatholisch" risale al Kulturkampf e al Giuseppinismo, movimento di riforma religiosa nato sotto l'imperatrice Maria Teresa e l'Imperatore Giuseppe II d'Asburgo, che fu coniato in Svizzera fino dal 1801, nella Fricktal austriaca (parte della Diocesi di Basilea), e dove ci sono oggi parte delle comunità cattoliche cristiane. Sotto l'influenza del Giuseppinismo, del Febronianesimo e del suo insegnante Johann Michael Sailer, il Vicario Generale di Costanza Heinrich Ignaz von Wessenberg pubblicò nel 1812 il "Libro cattolico-cristiano di canto e devozione" attraverso il quale voleva promuovere i servizi liturgici con letture in lingua tedesca, e in canti sacri tedeschi, e non in latino.
Con l'adozione di questo concetto come auto-designazione, la Chiesa cattolica volle sottolineare la convinzione di volere Cristo al centro della propria vita spirituale e non primariamente le strutture ecclesiastiche.

## Origini

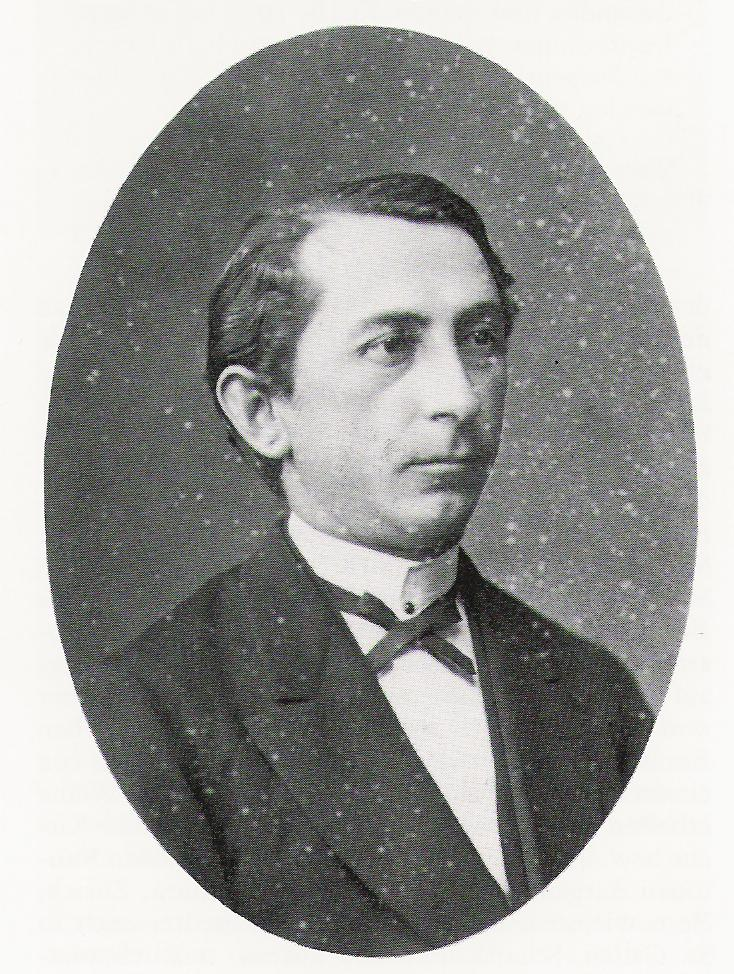
Eduard Herzog, primo vescovo della Chiesa cattolica cristiana svizzera

La Chiesa cattolica cristiana deve la sua esistenza alla protesta contro i dogmi espressi dal Concilio Vaticano I nel 1870. Uno dei protagonisti della protesta era un professore e deputato nazionale, Walther Munzinger, che già nel 1860 scrisse un'opera su "Papato e Chiesa nazionale".  Alcune parrocchie insieme ai propri parroci non accettarono i nuovi dogmi dell'infallibilità papale e della sua giurisdizione universale promulgati dal Concilio Vaticano I. Per questo subirono la scomunica da parte del papa. A questo punto in Svizzera c'erano parrocchie cattoliche che necessitavano di guida pastorale. Il 18 settembre 1871 a Soletta fu organizzato il primo Congresso dei cattolici cristiani svizzeri, formando così il nucleo della Chiesa cattolica cristiana.
Vennero fondate comunità cattoliche cristiane indipendenti dalla Chiesa cattolica di Roma nei Cantoni di Soletta, Argovia, Zurigo, Basilea, Berna e Ginevra. Tra il 12 e il 14 settembre 1873 a Costanza si tenne il primo Congresso vetero-cattolico. Le parrocchie si costituirono in chiesa durante la prima sessione del Sinodo nazionale di Olten il 14 giugno 1875. Un anno più tardi, in occasione della seconda sessione del Sinodo Nazionale (7 giugno 1876), il parroco Eduard Herzog fu eletto primo vescovo cattolico cristiano svizzero (l'autorizzazione governativa ad istituire una propria diocesi era stata ottenuta il 23 aprile dello stesso anno) e il 18 settembre 1876 a Rheinfelden fu consacrato dal vescovo tedesco Joseph Hubert Reinkens. Il primo Presidente del Consiglio sinodale cattolico cristiano (l'organo esecutivo della Chiesa) fu il politico argoviese Augustin Keller.
Nel 1889 la Chiesa cattolica cristiana fu tra le fondatrici dell'Unione di Utrecht.
Durante la sua lunga permanenza in carica (fino alla morte avvenuta nel 1924) Herzog diede un significativo contributo al consolidamento organizzativo e teologico della Chiesa cattolica cristiana svizzera e lavorò per le relazioni con la Comunione anglicana, e con le Chiese ortodosse.

## La Facoltà teologica
Dal momento che il Canton Berna voleva rafforzare il cattolicesimo liberale, il 10 dicembre 1874 fu fondata all'Università di Berna una facoltà teologica cattolica cristiana. Dal momento che, tuttavia, per i laureati non c'era alcuna possibilità di accedere al sacerdozio nella Chiesa cattolica romana, dalla facoltà venne formato de facto solo il clero cattolico cristiano. Dal 2001 la scuola è incorporata come Dipartimento di teologia cattolica cristiana nella Facoltà di Teologia Evangelica e Cattolica cristiana, nome semplificato nel 2008 quando divenne "Facoltà di Teologia". Ora il Dipartimento è diventato Istituto per la teologia cattolica cristiana

## Sviluppi recenti
Il Sinodo votò nel 1999 l'ordinazione femminile. La preoccupazione era quella di affrontare la questione nelle chiese dell'Unione di Utrecht per discuterne, al fine di raggiungere una decisione senza arrivare ad uno scisma. Nel 2000, Denise Wyss fu la prima donna ordinata nella Chiesa cattolica cristiana.
Tra il 1970 e il 1990 la chiesa cattolica cristiana vide ridursi il numero dei propri membri da 20.268 a 11.748. Dai dati degli ultimi censimenti risulta che la riduzione del numero di fedeli nella Chiesa cattolica cristiana sia un problema molto più grande che nelle altre Chiese nazionali. Contrariamente alla tendenza delle altre due chiese regionali registrate a perdere fedeli, tuttavia, la Chiesa cattolica cristiana registrò dal 1990, una costante crescita di adesione; tra il 1990 e il 2000 il numero dei membri è cresciuto di oltre il 13%, da 11.748 a 13.312. La crescita avviene soprattutto tramite conversione da altre Chiese. Ciononostante, rimane la più piccola delle tre chiese nazionali, ancora sconosciuta a gran parte della popolazione.

## Distribuzione geografica
La più alta concentrazione di cattolici cristiani si trova nel distretto di Rheinfelden nel Canton Argovia. Più di un quinto dei membri (circa 2500) della Chiesa cattolica cristiana svizzera risiede in questo distretto. Gran parte dei membri risiedono nel comune di Möhlin (circa 1.000). Nel comune di Hellikon, risiede la maggior concentrazione di cristiani cattolici sul totale degli abitanti (circa il 20% della popolazione). Altre forti concentrazioni si trovano nei distretti di Olten e nel Canton Basilea.
Le 10 località con il maggior numero di membri sono:

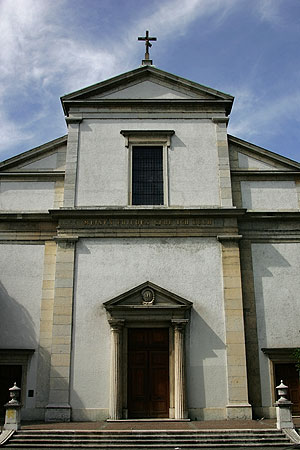
La chiesa parrocchiale cattolica cristiana di Olten

| Comune            | Cantone       | Distretto         | Fedeli (numero) | Fedeli (%) |
| ----------------- | ------------- | ----------------- | --------------- | ---------- |
| Möhlin            | Argovia       | Rheinfelden       | 1.042           | 7,82       |
| Zurigo            | Zurigo        | Zurigo            | 562             | 4,22       |
| Basilea           | Basilea Città | -                 | 459             | 3,45       |
| Magden            | Argovia       | Rheinfelden       | 393             | 2,95       |
| Olten             | Soletta       | Olten             | 390             | 2,93       |
| La Chaux-de-Fonds | Neuchâtel     | La Chaux-de-Fonds | 300             | 2,25       |
| Rheinfelden       | Argovia       | Rheinfelden       | 285             | 2,14       |
| Berna             | Berna         | Berna             | 229             | 1,72       |
| Ginevra           | Ginevra       | -                 | 220             | 1,65       |
| Soletta           | Soletta       | Soletta           | 182             | 1,37       |

### Regioni ecclesiastiche
La Chiesa cattolica cristiana svizzera è suddivisa in 5 regioni:
- Regione di Basilea (5 parrocchie)
- Chiesa territoriale di Argovia (10 parrocchie, 7 delle quali federate nella Federazione parrocchiale della Fricktal)
- Svizzera francese (8 parrocchie, con giurisdizione anche su comunità francesi di confine)
- Regione di Soletta-Olten (6 parrocchie, a cui si devono aggiungere quelle della Regione di Olten, che ne conta altre 31)
- Diaspora (7 parrocchie)

## In Ticino
La comunità fa parte della diaspora. 
Si riunisce il primo sabato di ogni mese, alle 17.00 per la S. Messa presso la chiesa anglicana S. Edward in via C. Maraini, Lugano.
Responsabile la parroca Elisabetta Tisi.

### Altri edifici di culto
Altre chiese cattoliche cristiane sono:
- Chiesa degli agostiniani (Zurigo)
- Chiesa di Cristo (San Gallo)
- Chiesa dei francescani (Soletta)
- Chiesa di San Gallo (Kaiseraugst)
- Chiesa di San Leodegaro (Möhlin)
- Chiesa dei domenicani (Basilea)
- Chiesa di San Martino (Rheinfelden)

## Vescovi
| Vescovo           | dal  | al   | Note                                      |
| ----------------- | ---- | ---- | ----------------------------------------- |
| Eduard Herzog     | 1876 | 1924 | Firmatario della Dichiarazione di Utrecht |
| Adolf Küry        | 1924 | 1955 |                                           |
| Urs Küry          | 1955 | 1972 | Figlio del precedente                     |
| Léon Gauthier     | 1972 | 1986 |                                           |
| Hans Gerny        | 1986 | 2002 |                                           |
| Fritz-René Müller | 2002 | 2009 | vescovo emerito                           |
| Harald Rein       | 2009 | 2023 | vescovo emerito                           |
| Frank Bangerter   | 2024 | -    |                                           |